# Philodryas arnaldoi
Philodryas arnaldoi är en ormart som beskrevs av Amaral 1932. Philodryas arnaldoi ingår i släktet Philodryas och familjen snokar. Inga underarter finns listade i Catalogue of Life.
Denna orm förekommer med två från varandra skilda populationer i södra Brasilien i delstaterna Paraná, Santa Catarina, Rio Grande do Sul och São Paulo. Arten lever i skogar med träd av brödgranssläktet (Araucaria). Den äter små ryggradsdjur som groddjur, ödlor, gnagare och ungfåglar. Honor lägger ägg.
Beståndet hotas regionalt av skogarnas omvandling till jordbruksmark. I utbredningsområdet ingår flera skyddszoner. IUCN listar arten som livskraftig (LC).